# Приозёрный (Ульяновская область)
Приозёрный — посёлок Барышского района Ульяновской области, входит в Живайкинское сельское поселение.

## История
В 1906 году помещику села Акшуат Владимиру Поливанову в трёх верстах от Загарина отвели земельный участок. Здесь он построил  винокуренный завод. На 1913 год здесь была  усадьба Поливановых и пять небольших бараков, где проживало около сорока человек. В советское время работал спиртзавод, который просуществовал до 1953 года. В 1953-м старую заводскую постройку переоборудовали под лечебный корпус. Её  стали называть колонией, а безымянное поселение — посёлком Загаринской психоневрологической больницы, ныне — Областная психоневрологическая больница №2.
В 1967 году указом президиума ВС РСФСР поселок Загаринской психоневрологической больницы переименован в Приозёрный.

## Население
| 2010 |
| ---- |
| 656  |